# 코네티컷 대학교
코네티컷대학교(University of Connecticut)는 미국 코네티컷주 스토어스에 있는 공립대학교이다. 줄여서 UCONN(유콘)이라고 부르며 학교 마스코트는 허스키다. 2001년 Greene's Guides에 의해 동부지역의 퍼블릭 아이비리그 중 하나로 선정되었다. 미국 시사주간지 U.S. News & World Report가 선정한 미국 최고 대학 순위에서 1류 대학(Tier 1 university)으로 선정되었으며 다년간 뉴잉글랜드(코네티컷州, 로드아일랜드州, 메사추세츠州, 뉴햄프셔州, 버몬트州, 메인州)지역 최고의 주립대로 선정되었다. 2018년 기준 전미 최고 대학 전체 부분에서 56위, 공립대 부분에서는 18위로 선정되었다.
코네티컷주 곳곳에 캠퍼스가 있고, 메인캠퍼스는 스토어스캠퍼스이다. 자동차로 맨해튼은 남서쪽으로 약 2시간 30분, 보스턴은 북동쪽으로 약 1시간 20분, 주도인 하트퍼드는 서쪽으로 약 30분이 걸리는 거리에 위치해 있다. 1881년에 ‘스토어스 농업학교’(Storrs Agricultural School)로 개교하였으며, 1893년에 코네티컷주의 랜드 그랜트 대학이 되었다. 현재 대학원생 8,000여명을 포함해 약 28,000여명의 학생이 6개의 캠퍼스에서 학교를 다니고 있다. 농구로 유명하며 2004년에는 전 미국 NCAA역사상 처음으로 남,녀 공동우승을 하였고, 여자농구팀은 미국 농구 최연승 90연승 기록을 보유하고 있으며 2013~2014 시즌에도 또 다시 NCAA농구 챔피언쉽 남녀 동반우승이라는 진기록을 세웠다.
2011년 기준 농업·자연자원대학, 경영대학, 치의학대학, 공과대학, 파인아트(순수미술) 대학, 법학대학, 리버럴 아츠(Liberal Arts: 인문과학, 사회과학, 자연과학, 어학 등의 교양과목) 및 과학대학, 의과대학, 니그 교육학부(Neag School of Education), 간호대학, 약학대학, 랫클리프 힉스(Ratcliffe Hicks) 농업학부, 사회사업대학, 일반대학원으로 구성되어 있다. 농업·자연자원대학은 코네티컷 대학의 전신이 농업대학이었던 만큼 학교와 역사를 함께 해온 단과대학으로서, 농업 및 자원 경제학과, 동물과학과, 영양과학과 등 8개 학과가 있다. 1941년에 설립된 경영대학은 스토스, 하트포드(Hartford) 등 코네티컷 내 다섯 캠퍼스에서 학사, 석사, 박사, 고급 자격증 과정을 운영하고 있다. 이외에도 우수학생들을 대상으로 하는 우등 프로그램, 비학위 프로그램을 운영하고 있다. 중국, 과테말라, 한국, 아일랜드 등 전 세계 65개국을 대상으로 300개 이상의 해외 연수 프로그램을 운영한다. 대학 소속 연구소로는 아시아아메리카연구소, 인구연구센터, 보험법센터, 환경건강센터, 수자원연구소, 야생동물 보전 연구센터 등이 있다. 대학 도서관은 코네티컷주 공립대학들 가운데 가장 큰 규모를 자랑한다. 메인 도서관인 스토스 캠퍼스 도서관 외에 스탬퍼드(Stamford), 워터베리(Waterbury), 토링턴(Torrington) 등에 지역 도서관을 운영하고 있다.

## 대학교 순위
- 매년 미국 국내 대학 순위를 발표하는 US News & World Report에서 2018년, 공립대학 부문 18위 (1800개 대학 중)[1]
- 매년 미국 국내 대학 순위를 발표하는 US News & World Report에서 2018년 시즌, 56위 (280개 'Tier 1' 대학 중)[2]
- 매년 미국 국내 대학 순위를 발표하는 US News & World Report에서 2011년 시즌, 58위 (280개 'Tier 1' 대학 중)[3]
- 미국 뉴잉글랜드 지역 공립 대학교 순위 1위, 미국내 공립대학교 순위 19위 (172개 'Tier 1' 대학 중)[4]
- 스페인의 국립연구회의의 웨보메트릭스 세계 대학교 순위 119위[5]
- 2001년 치과 대학원 미국 순위 1위[6]